# Heinz Arendt
Heinz Arendt (ur. 16 maja 1917 w Berlinie, zm. 5 stycznia 2006 w Unkel) – niemiecki pływak, specjalizujący się w stylu dowolnym.

## Kariera sportowa
W 1938 wywalczył brąz mistrzostw Europy w Londynie na dystansie 1500 m stylem dowolnym.
Wystartował na igrzyskach olimpijskich w Berlinie (1936) na 1500 m stylem dowolnym, gdzie był siódmy oraz na 400 m kraulem (odpadł w eliminacjach).
Był bratem Giseli – dwukrotnej medalistki olimpijskiej z Berlina oraz wujem Rainera Jacoba – olimpijczyka z Monachium.